# Dorstenia gigas
Дорстенія гігантська (Dorstenia gigas) — вид сукулентних рослин родини шовковицеві (Moraceae).

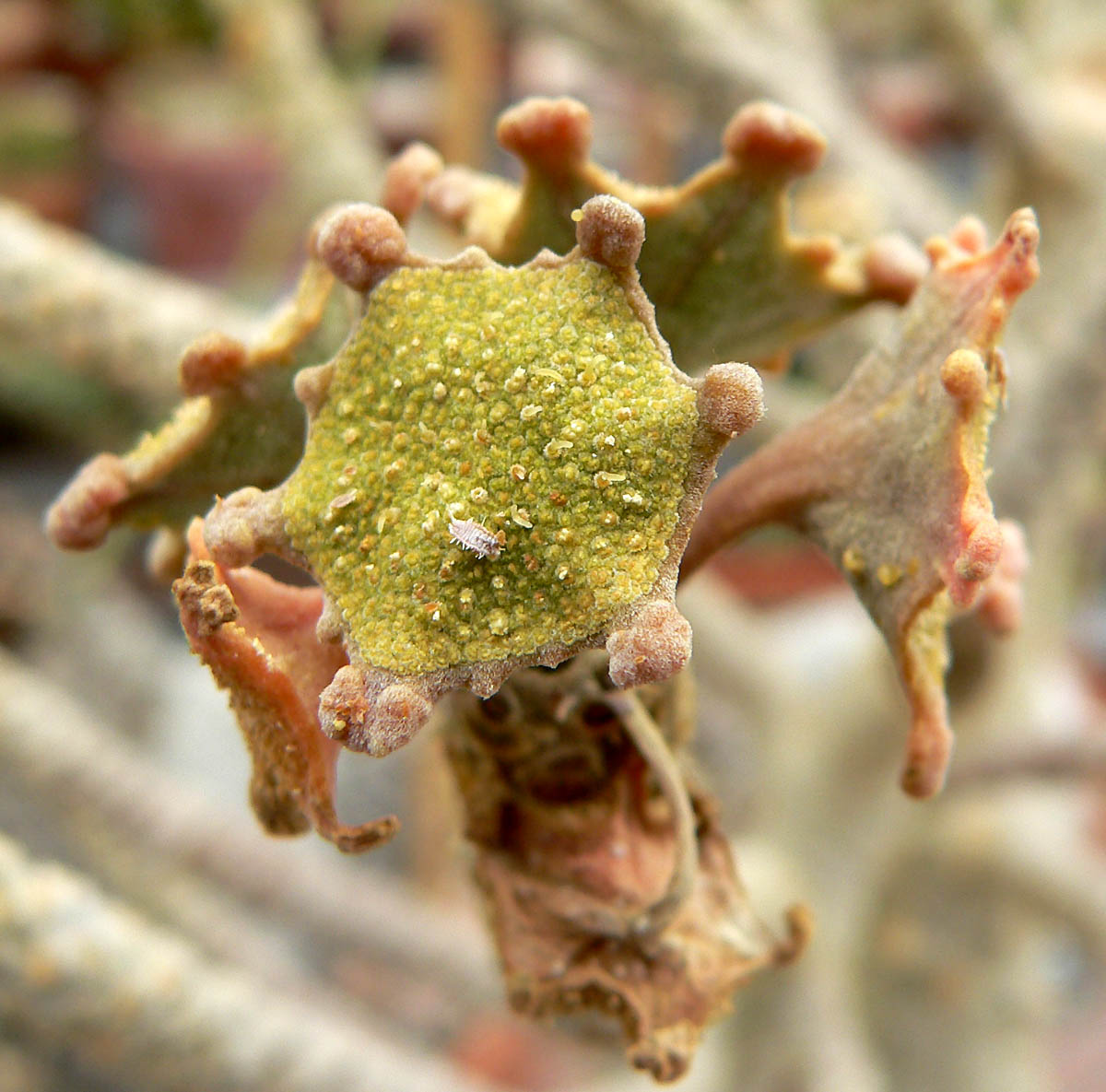
Квітка дорстенії гігантської

Вид є ендемічним для острова Сокотра в Ємені. Зазвичай, росте на вершинах скель острова.
Стовбур може сягати 1,2 метра в діаметрі і 4 метрів у висоту.

## Охоронні заходи
Цей вид занесений до Червоної книги зникаючих рослин Ємену.